# Robert Russell
Robert Russell est un acteur britannique, plus particulièrement connu pour son rôle du docteur Wellington Yueh dans le feuilleton télévisé Dune.